# 克罗伊茨林根修道院

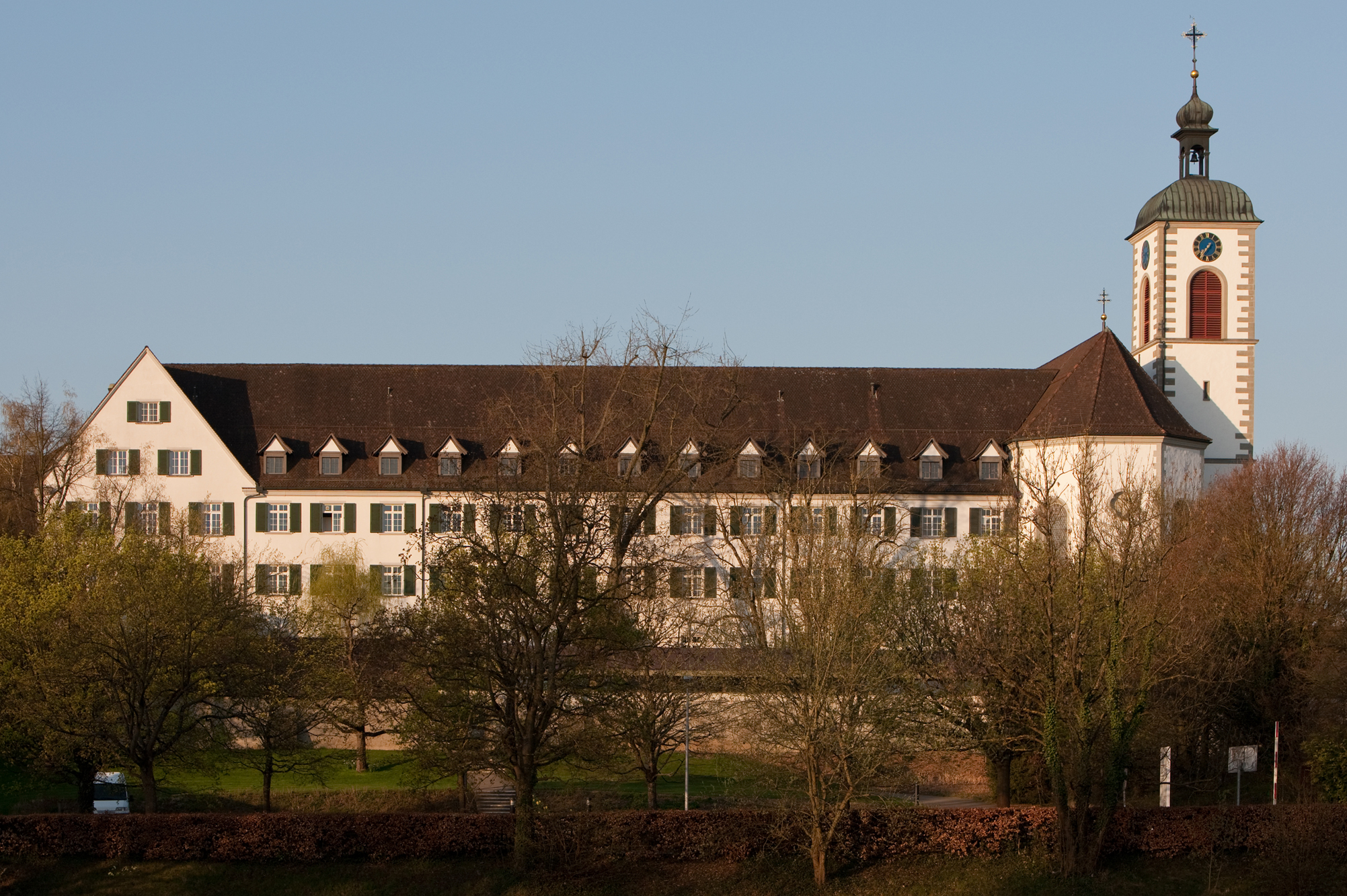

克罗伊茨林根修道院（Stift Kreuzlingen or Kloster Kreuzlingen），位于瑞士与德国边境的克罗伊茨林根，原修道院教堂圣乌尔利希与圣亚勿拉堂（St. Ulrich und St. Afra），装饰为巴洛克风格。

## 历史

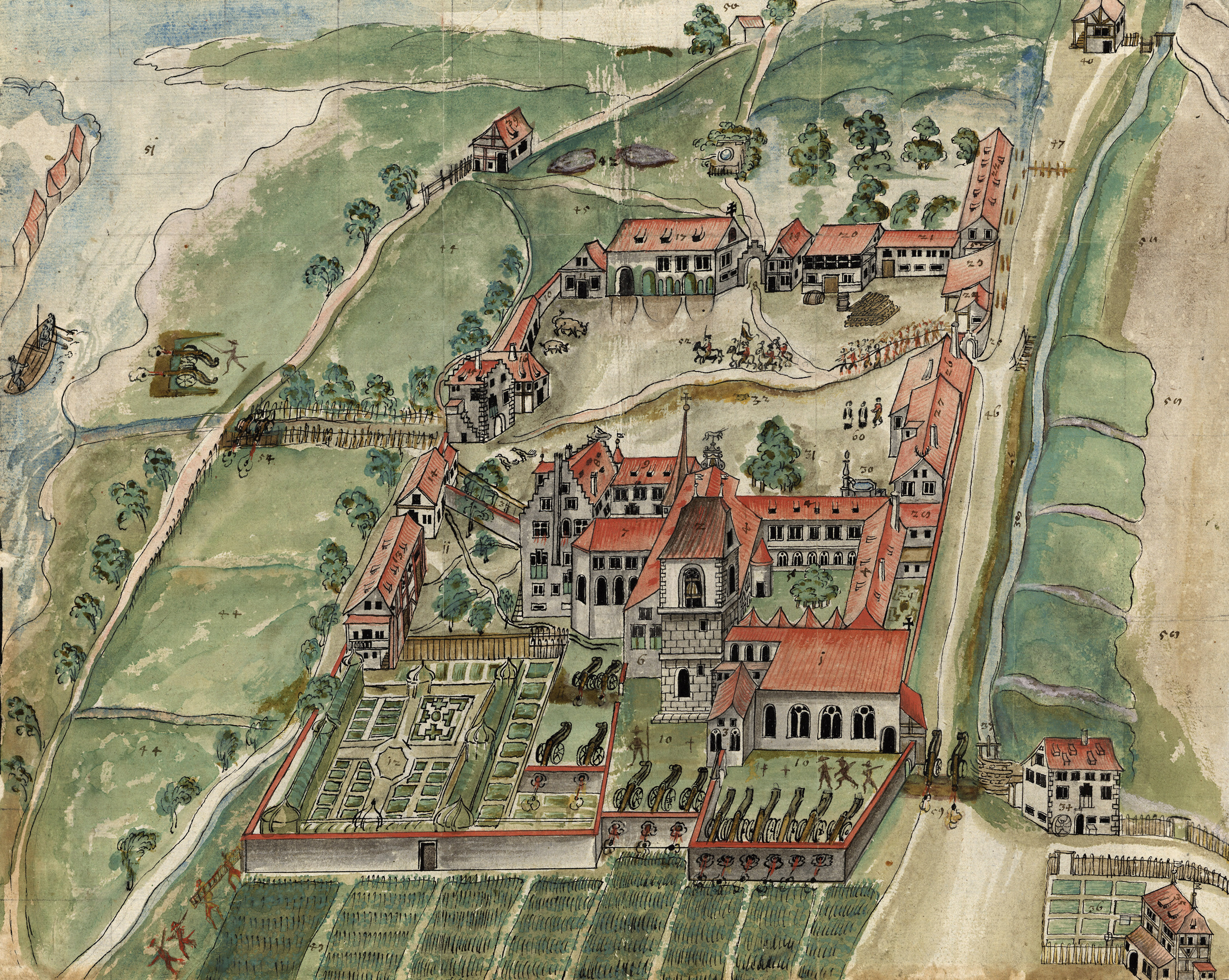
1633年

该堂由康斯坦茨主教迪林根的乌尔利希创建于1125年，交给奥斯定会。在1499年和三十年战争期间，该堂两度被毁。1650年7月4日，该堂在新址奠基，1653年10月25日祝圣。建筑师迈克尔·比尔（Michael Beer）。橄榄山小堂建于1760年，四年后，教堂和修道院的一部分被改建为洛可可风格。
1848年，图尔高州政府解散了修道院，并接管了其财产。图书馆、圣母小堂及墓穴都被拆除，其余建筑被指定供该州师范学院使用。留下教堂归市民使用。
1963年7月19日夜间，该堂发生大火而坍塌，于1967年重建。
天花板的壁画为弗朗茨·路德维希·赫尔曼所绘，描绘了圣奥古斯丁的生活场景。圣乌尔利希与圣亚勿拉的雕像比真人大，由汉斯·克里斯托夫·申克雕刻。在橄榄山小堂有十字苦像。

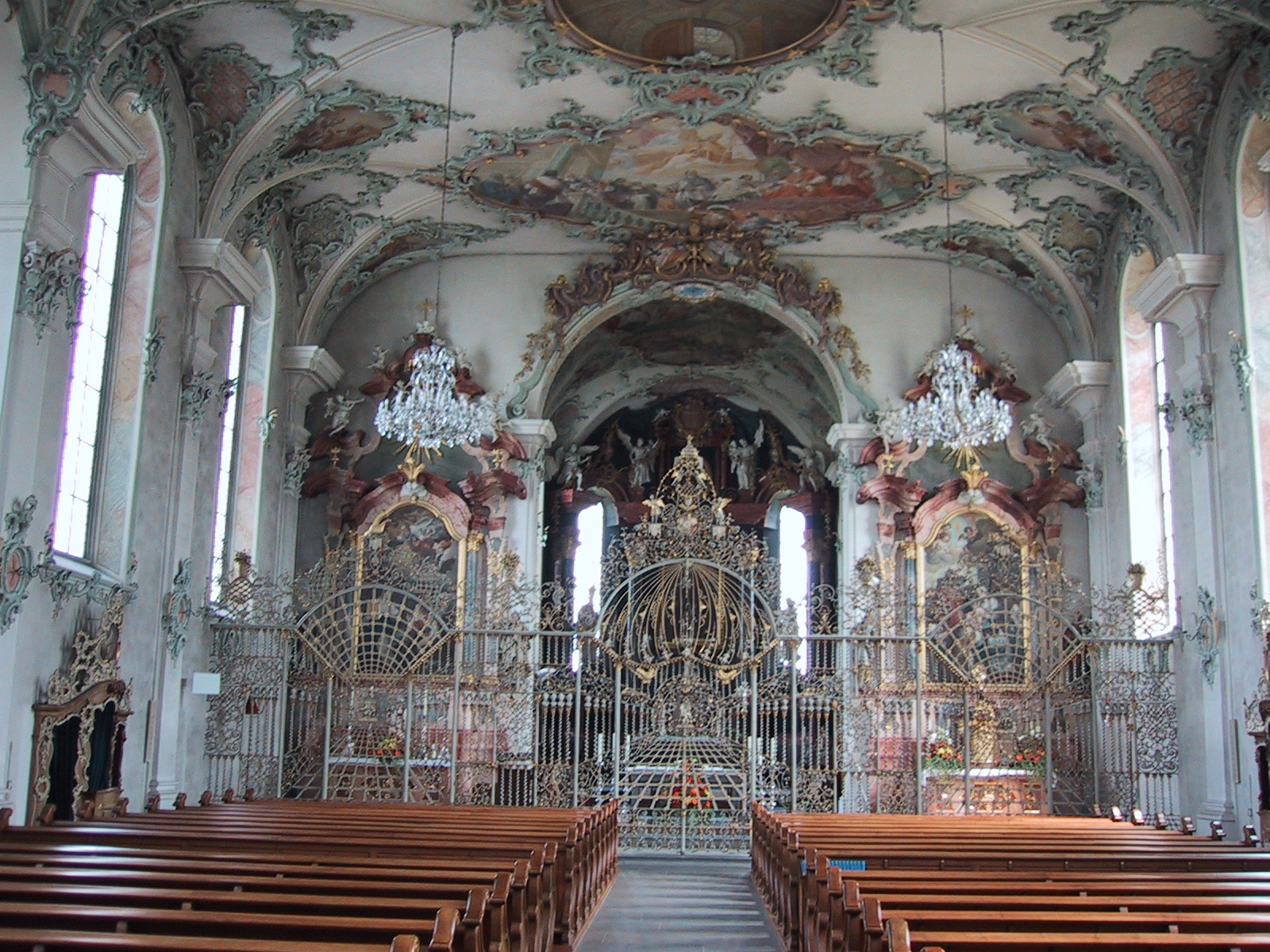
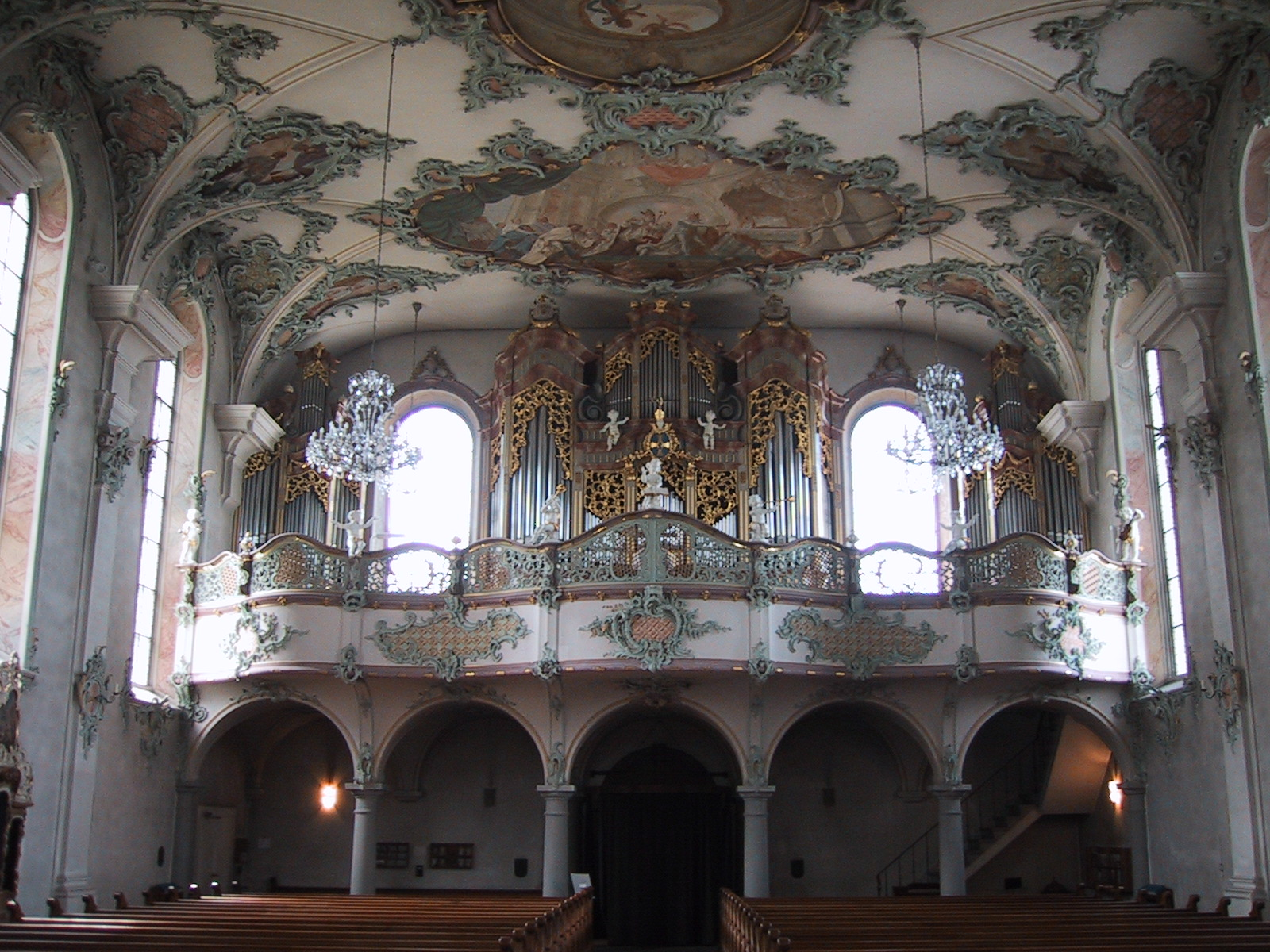
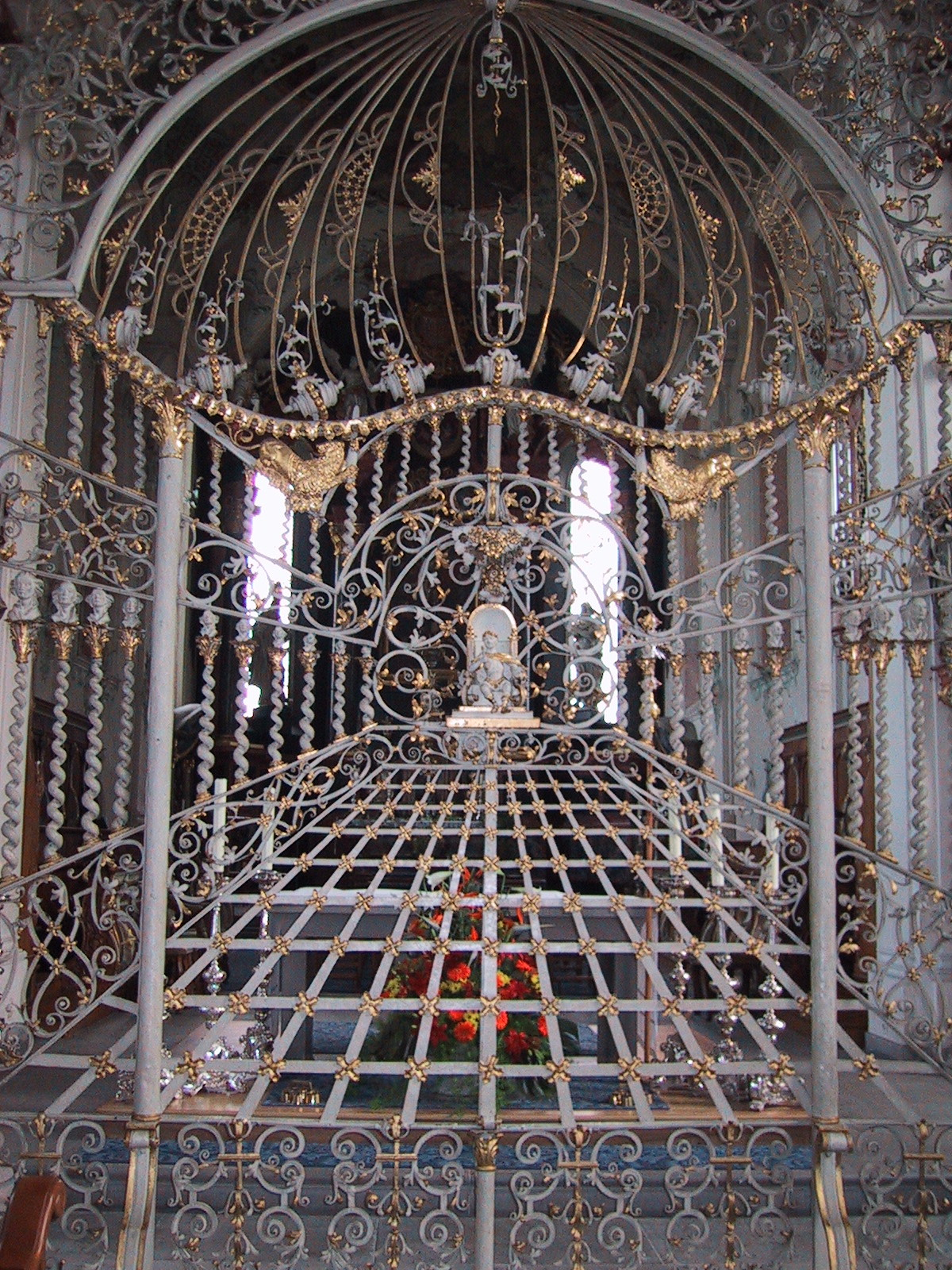
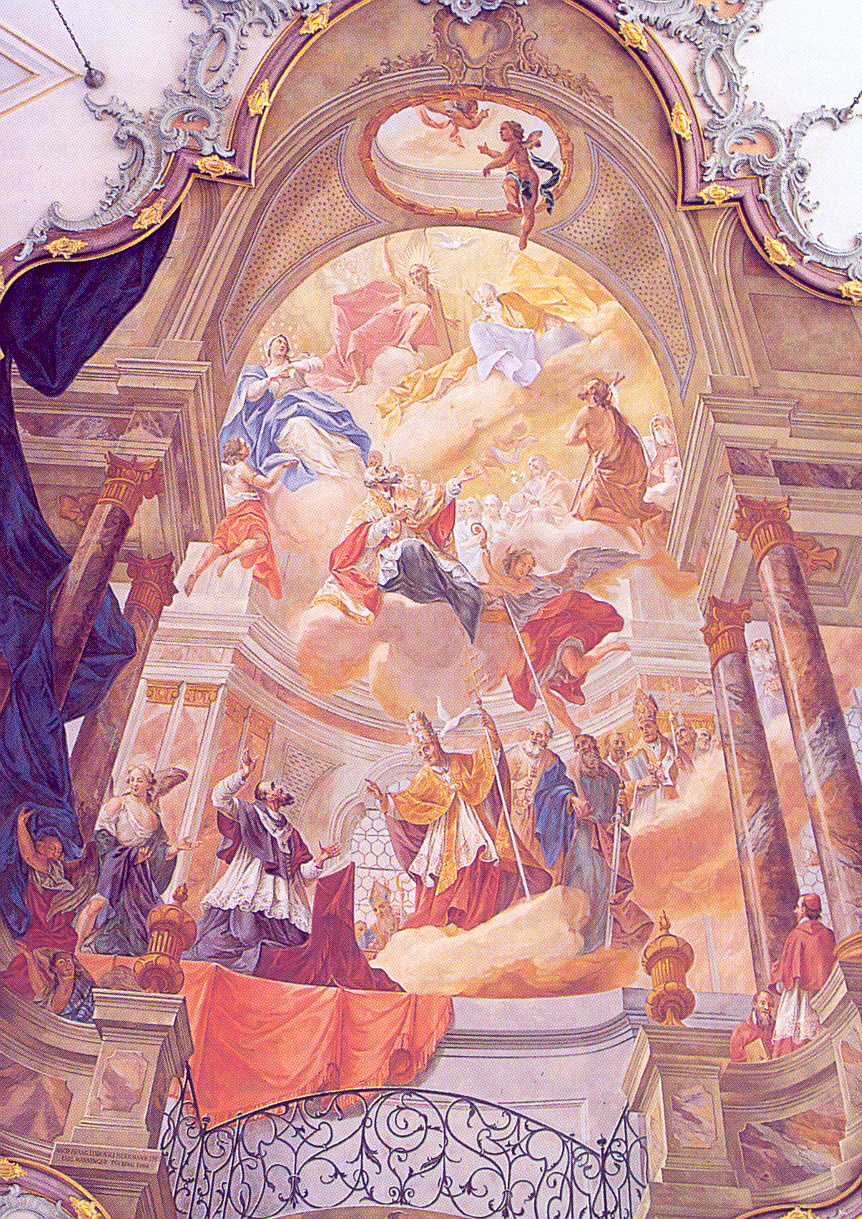